# Lișnea, Demîdivka
Lișnea (în ucraineană Лішня) este un sat în așezarea urbană Demîdivka din regiunea Rivne, Ucraina.

## Demografie
Componența lingvistică a localității Lișnea
     Ucraineană (98,02%)
     Rusă (1,14%)
     Alte limbi (0,83%)
Conform recensământului din 2001, majoritatea populației localității Lișnea era vorbitoare de ucraineană (98,02%), existând în minoritate și vorbitori de rusă (1,14%).